# Leyli e Majnun (ópera)

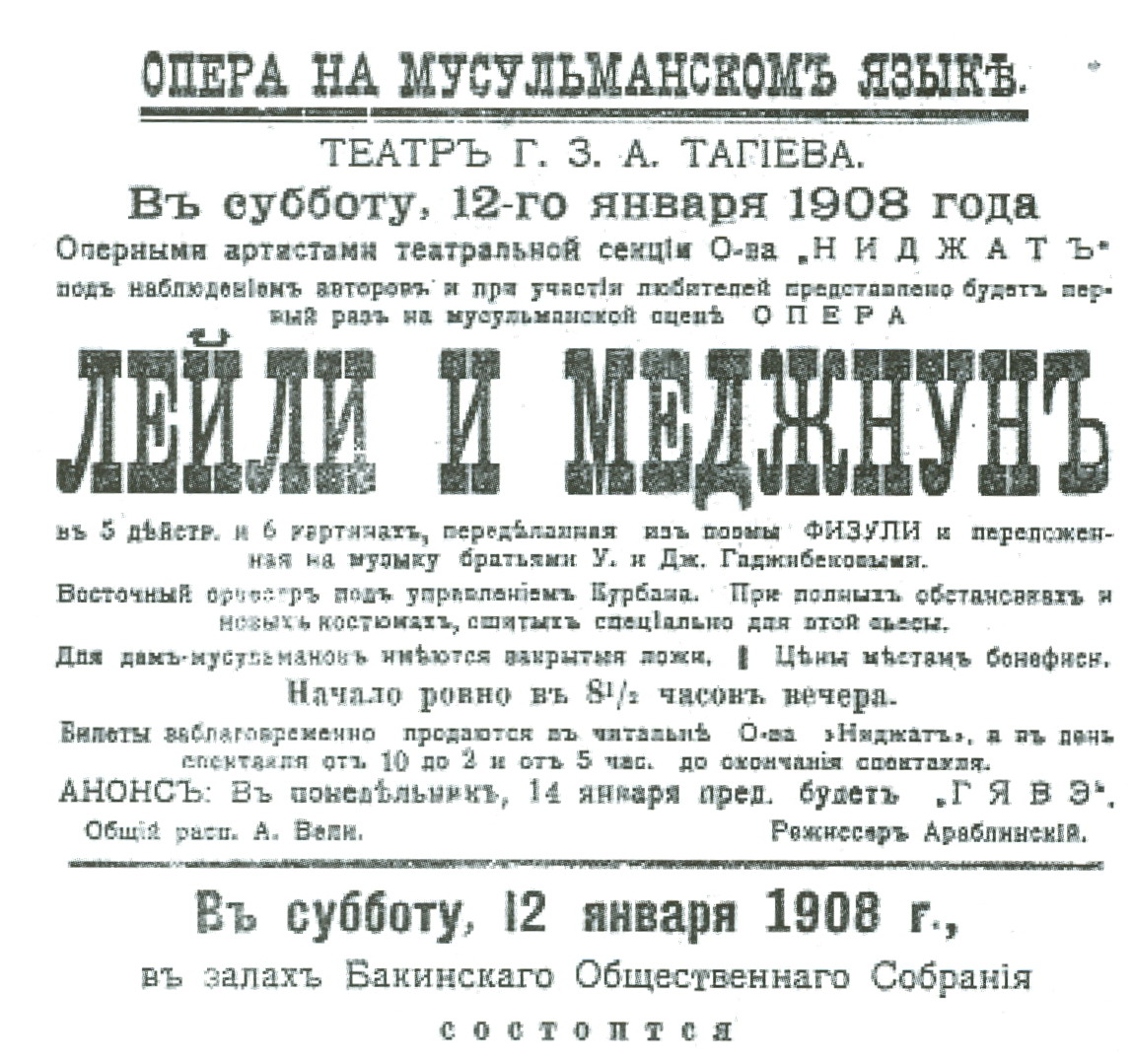
Primeiro pôster de Leyli e Majnun

Leyli e Majnun ( em azeri:  Leyli və Məcnun) é uma ópera do Azerbaijão em quatro atos de Uzeyir Hajibeyov . Baseado no poema de Fuzûlî, Laila e Majnun ,e em outros mughams tradicionais do Azerbaijão, que são executados em sua forma original. Os mughams chamados Mahur-Hindi, Segah, Chahargah, Kurd-Shahnaz,Bayati-Shiraz, Shushtar, Bayati-Curd, Shabi-Hijran e Gatar estão entre os destaques desta ópera. A narrativa é muitas vezes comparada com Romeu e Julieta. Majnun, jovem rapaz, se apaixona pela jovem Leyli.

## História
Foi escrito em 1907  e apresentado pela primeira vez em 12 de janeiro de 1908 no Teatro Taghiyev em Baku . A ópera é considerada a primeira ópera do mundo muçulmano .  
A primeira apresentação da ópera foi dirigida por Huseyn Arablinski e o próprio Hajibeyov tocou violino.
Uzeyir Hajibeyov e seu irmão Jeyhun Hajibeyov escreveram o libreto para a ópera baseado no poema do poeta azeri Muhammad Fizuli, Laila e Majnun ; a maior parte do poema permaneceu inalterada. 
A ópera Leyli e Majnun tornou-se fundadora do novo gênero único na cultura musical do mundo, que sintetiza formas musicais orientais e européias, comparando o diálogo de duas culturas musicais, a do Oriente e a do Ocidente.  
Esta ópera já foi exibida mais de 20.000 vezes no Teatro Acadêmico de Ópera e Balé do Azerbaijão, bem como em outros países como Rússia, Ucrânia, Irã, Turquia, Geórgia, Uzbequistão e Turquemenistão.  
Em 2008 , por ordem do Presidente da República do Azerbaijão , foi comemorado oficialmente o centésimo aniversário da obra no Azerbaijão.  No mesmo ano, o centenário do trabalho foi comemorado dentro da UNESCO . Até 2009, o trabalho havia sido realizado mais de 20.000 vezes. Em 23 de novembro de 2008, na capital do Catar , em Doha , a estréia mundial da composição multimídia da ópera "Layla e Majnun" foi realizada pelo grupo Yo-Yo Ma com a participação de músicos ocidentais e orientais. 

## Papéis

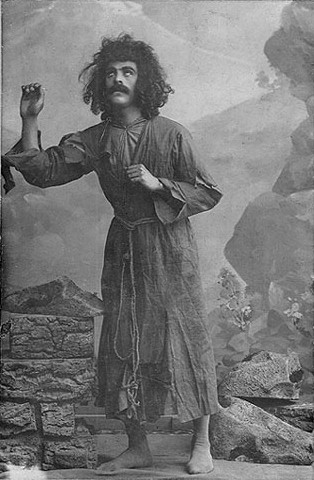
Huseyngulu Sarabski como o primeiro Majnun

| Papéis         | Tipo de voz  |
| -------------- | ------------ |
| Geys(Majnun)   | Tenor        |
| Leyli          | Soprano      |
| Pai de Geys    | Tenor        |
| Mãe de Geys    | Soprano      |
| Pai de Leyli   | Baritono     |
| Mãe de Leyli   | Meio-soprano |
| Ibn Salam      | Tenor        |
| Nofel          | Baritono     |
| Zeyd           | Tenor        |
| Primeiro Árabe | Tenor        |
| Segundo Árabe  | Tenor        |

## Galeria

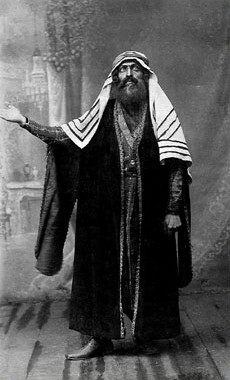
Pashayev como ''Pai de Majnun"
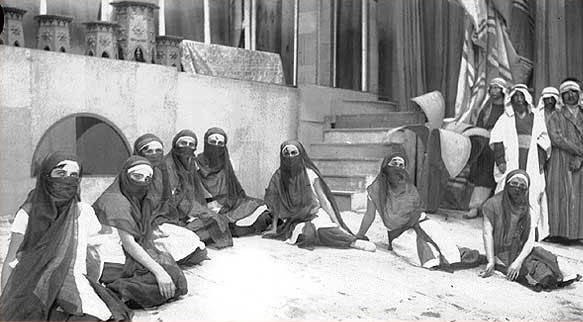
Cena do Ato 4
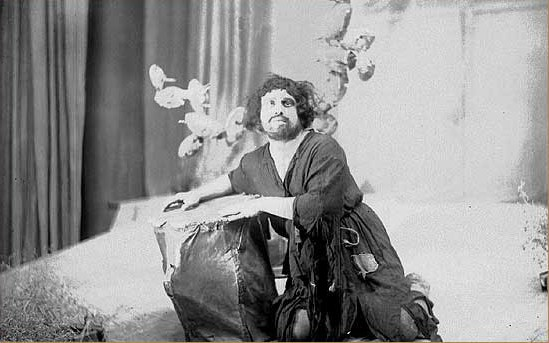
Última cena do Ato 4
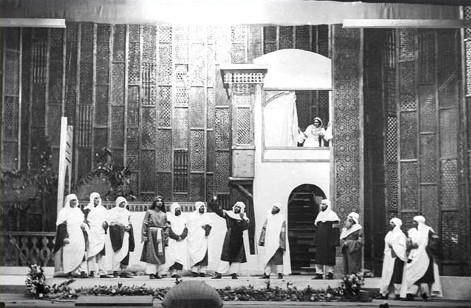
Apresentação da ópera, em 1910.